# Гелена Цегак-Голубовичева
Гелена Цегак-Голубовичева (пол. Helena Cehak-Hołubowiczowa; нар. 12 лютого 1902, Станиславів (нині Івано-Франківськ) — пом. 19 липня 1979, Вроцлав) — польська археолог.

## Біографія
Вона походила з інтелектуальної родини, її батько Адам Чегак (пол. Adam Czehak; прізвисько: Адам Стодор) був учителем та поетом середньої школи.
Завершила тодішній Львівський університет імені Яна Казимира.
У 1930 р. на філософському факультеті здобула ступінь доктора класичної археології у професора Леона Козловського. Її інтерес до класичної археології проявився також у поїздці до Греції.
У 1931 р. почала працювати старшим асистентом, потім доцентом на кафедрі класичної археології Університету Стефана Баторія у Вільнюсі, доки в грудні 1939 р. його не було закрито литовською владою президента Антанаса Сметона, проти якої вона підписала протест разом з іншими співробітниками польського університету.
До Другої світової війни вона проводила розкопки у Вільнюському регіоні, проводила популяризаційну акцію щодо охорони археологічних пам'яток у вільнюських журналах.
У 1939 році вона була нагороджена Золотим хрестом заслуг за досягнення в галузі археології.
У липні 1940 року, після захоплення Вільнюсом Червоною армією, вона почала працювати археологом у Литовському художньому музеї. Тоді вона та її чоловік Володимир Голубович проводили розкопки у Вільнюському замку. Литовська академія наук опублікувала опрацювання результатів своїх досліджень литовською мовою.
У березні 1941 року вона взяла участь у Московському археологічному конгресі, де обговорювали східних слов'ян.
Восени 1946 року вона почала працювати ад'юнктом археологічного відділу в університеті імені Миколая Коперника в Торуні.
У 1949 році разом зі своїм чоловіком вона проводила розкопки на масиві Шленза.
У 1950 році вона була переведена у Вроцлавський університет як ад'юнкт на кафедрі археології Вроцлавського університету.
У 1954 р. Гелена Чехак-Голубовіцова взяла участь у Сілезькій конференції Інституту історії Польської академії наук, читаючи лекцію про ремесло польських племен у Сілезії в ранньому середньовіччі. Брала участь у Першій археологічній сесії Польської академії наук, даючи доповідь про реліквії релігійних вірувань язичників.
У 1955—1956 рр. керувала розширеними розкопками в Ленці та Радунії. Вона опублікувала твір: Камінні культові круги у Радунії та Шлюзі.
У 1956 році стає доцентом, а в 1968 році — професором.
У 1962 році, після смерті Влодзімежа Голубовича, вона стала завідувачем кафедри Сілезької археології у Вроцлаві та кафедри археології Вроцлавського університету. Багато років вона редагувала Сілезькі археологічні доповіді та археологічні дослідження.
У 1967—1974 роках вона проводила самостійні розкопки в районі Тшебниці на курганах кулястої амфорної культури, що походять з ранніх періодів доби бронзи.

## Нагороди
За свою працю Гелена Чехак-Голубовіцова була нагороджена Лицарським Хрестом Ордену Відродження Польщі, Медаллю 10-ї річниці Народної Польщі, Знаком Тисячоліття Польської Держави та ще рядом відзнак.